# Rouille

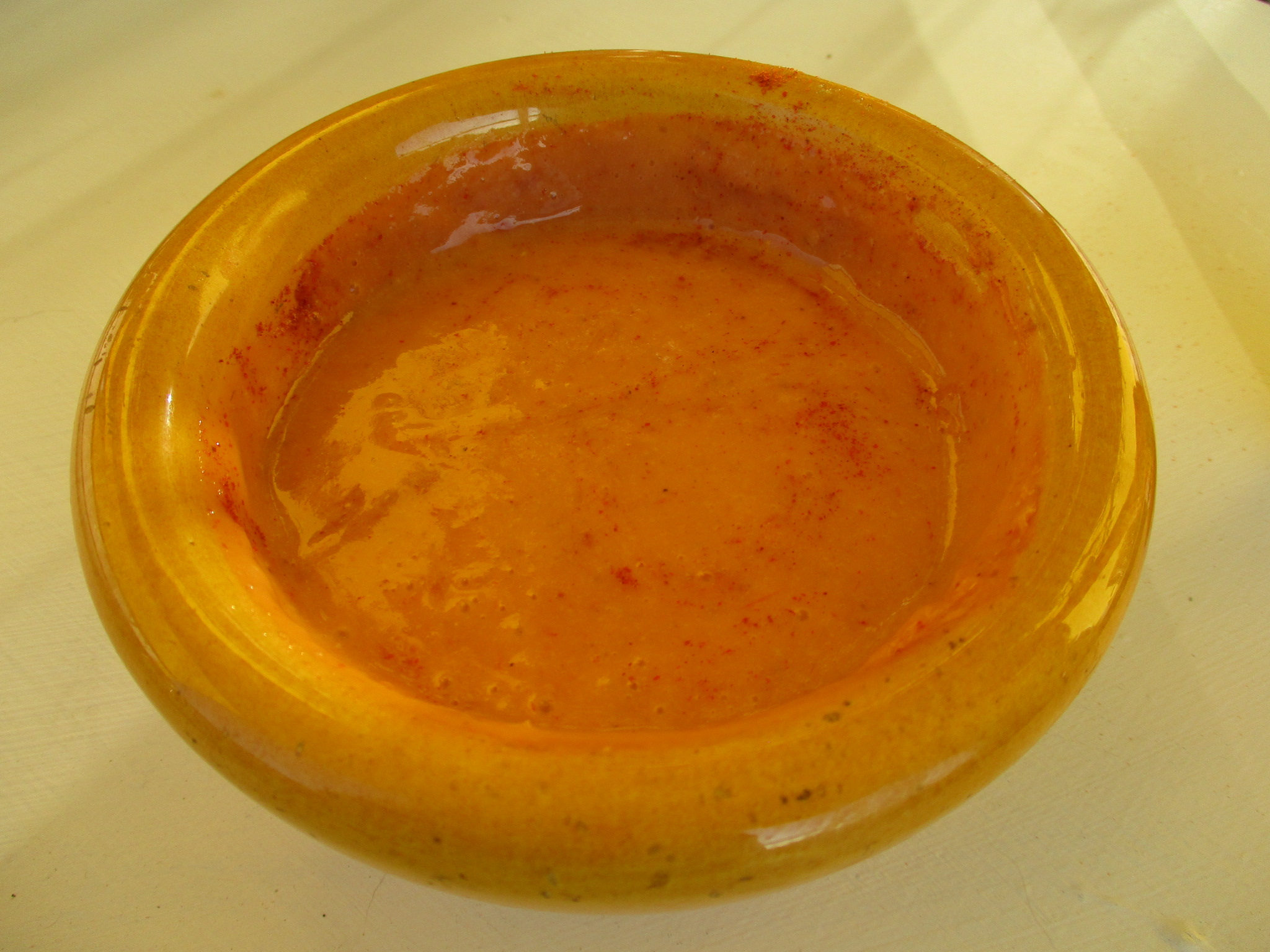
Rouille provençale

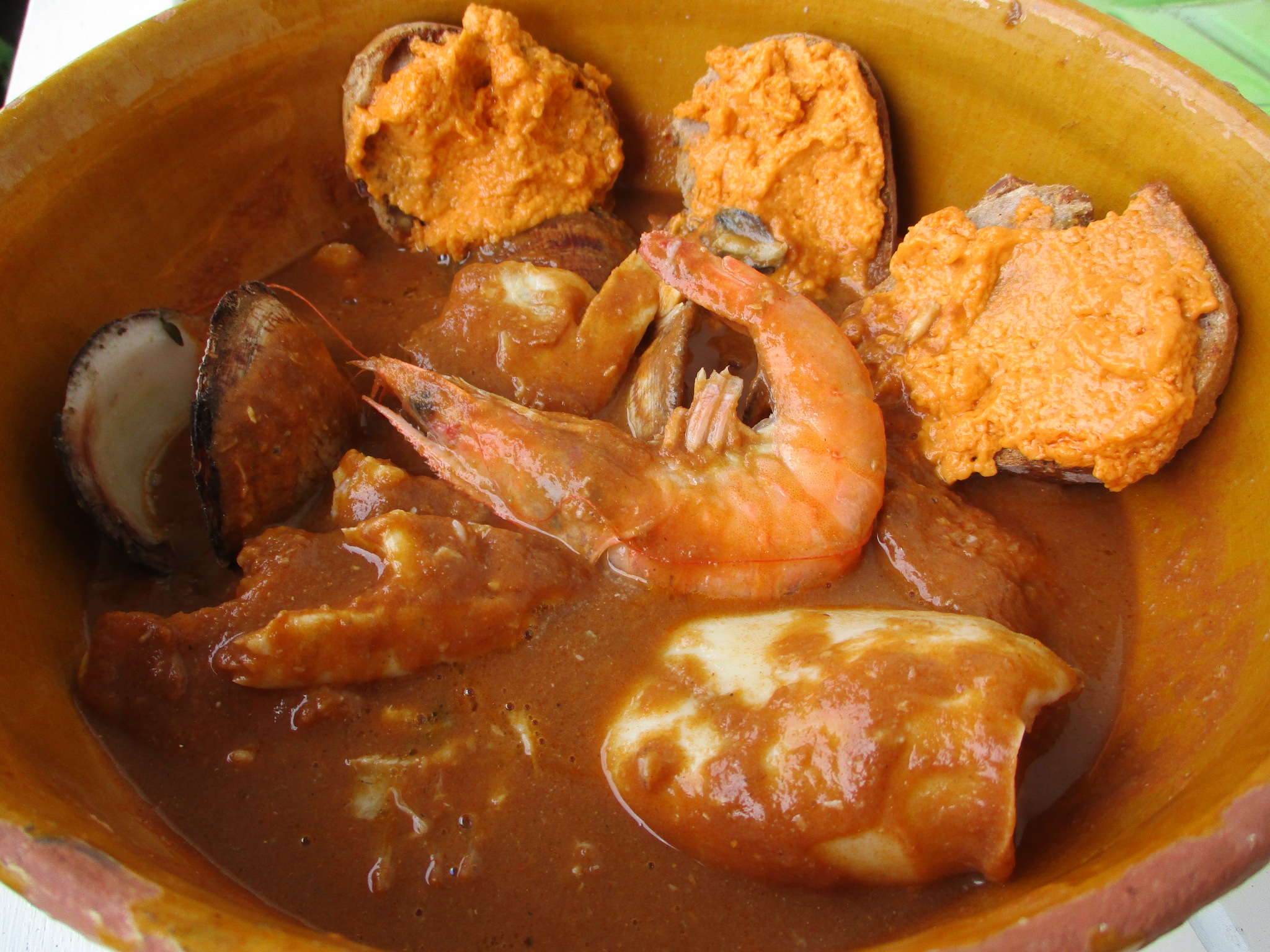
Bouillabaisse provençale podana z grzanką posmarowaną pastą rouille

Rouille, sos rdzawy (od fr. rouille = rdza), t. prowansalski majonez paprykowy – pochodzący z Prowansji ognisty, rdzawy w kolorze francuski sos z ostrych papryczek chili, czosnku, świeżej bułki tartej i oliwy z oliwek ucierany na pastę o konsystencji majonezu i często mieszany z bulionem rybnym. Inny z przepisów wykonania sosu przewiduje utarcie sosu na bazie roztrzepanych żółtek jaj kurzych z dodatkiem czosnku i purée ziemniaczanego ukręconego z olejem arachidowym i doprawionych harissą. Podaje się go jako dodatek do ryb, zup rybnych czy gulaszy. 